# Наяда (спутник)
Наяда (др.-греч. Ναϊάς) — внутренний спутник планеты Нептун.
Название образовано от наяд — нимф источников, ручьёв и родников из греческой мифологии.
Также обозначается как Нептун III.

## История открытия
Наяда была открыта в сентябре 1989 года по снимкам, сделанным аппаратом «Вояджер-2». Об открытии было объявлено 29 сентября 1989 года, а текст сообщает о 25 изображениях, полученных в течение 11 дней, таким образом, открытие состоялось незадолго до 18 сентября.
Спутник получил временное обозначение S/1989 N 6.
Собственное название было дано 16 сентября 1991 года.

## Характеристики
Наяда имеет неправильную (несферическую) форму.
Никаких следов геологической активности не обнаружено.
Вероятно, Наяда, как и другие спутники на орбитах ниже Тритона, сформировалась из обломков ранее существовавших спутников Нептуна, разрушившихся в результате столкновений, вызванных возмущениями от Тритона после его захвата Нептуном на первоначальную высокоэксцентрическую орбиту.
Наяда обращается ниже синхронной околонептуновой орбиты, вследствие чего орбита этого спутника постепенно снижается из-за воздействия приливных сил. Расстояние орбиты от верхней границы облачного слоя приблизительно 23 500 км.
Со временем она может быть поглощена Нептуном или разрушиться из-за приливного растяжения и образовать кольцо при достижении предела Роша.
После «Вояджера-2» система Нептуна продолжительное время исследовалась наземными обсерваториями и космическим телескопом «Хаббл».
В июле 2002 — октябре 2003 производились наблюдения с обсерватории «Кек» с применением адаптивной оптики, и легко были обнаружены четыре крупнейших внутренних спутника Нептуна.
Таласса была обнаружена после обработки изображений, а Наяду обнаружить не удалось.
Телескоп «Хаббл» способен наблюдать все известные спутники.
Несмотря на это, с его помощью также удалось получить снимки пяти внутренних спутников, за исключением Наяды.
Предполагается, что в эфемеридах Наяды содержатся существенные ошибки.
В 2013 году на снимках "Хаббла" рядом с Нептуном заметили неизвестный объект и поначалу посчитали его новой луной. Орбита Наяды необъяснимым образом изменилась, что создало затруднения для её наблюдения.
Точный расчёт траекторий орбит Талассы и Наяды, основанный на данных АМС Вояджер-2 и космического телескопа "Хаббл", позволил выяснить, что Наяда движется по синусоиде. Таким образом, хоть большие полуоси орбит Наяды и Талассы отличаются на 1850 км, Наяда никогда не приближается к Талассе ближе, чем на 3540 км. Наяда и Таласса находятся в орбитальном резонансе 73:69. Также удалось уточнить плотность Наяды и Талассы — 0,80 ± 0,48 и 1,23 ± 0,43 г/см³ соответственно.